# Narodna Rada
Narodna Rada (ukr. Народна Рада) – ukraińskie towarzystwo polityczne, utworzone we Lwowie 24 października 1885.
Miało w zamierzeniu reprezentować opcję narodową, w opozycji do moskalofilskiej Ruskiej Rady.
Towarzystwo zamierzało kontynuować tradycje Głównej Rady Ruskiej z 1848 roku. Wśród założycieli Towarzystwa było zresztą trzech członków tej Rady: Stepan Kaczała, Iwan Borysykewycz i Josyp Zajaczkiwśkyj. Poza nimi wielu młodszych działaczy: Omelian Ohonowśkyj, Ołeksandr Ohonowśkyj, Julian Romanczuk, Wasyl Nahirnyj, Ołeksandr Stefanowycz, Iwan Bełej, Kost Łewyćkyj, Mełyton Buczynśkyj, Petro Lininśkyj, Mykoła Siczynski, Ołeksandr Barwinśkyj.
24 października 1885 ogłoszono w gazecie Diło odezwę Rusini ziemi galicyjskiej oraz statut. 26 października utworzono Wydział, będący zarządem organizacji. W jego skład weszli Ołeksandr Ohonowśkyj jako przewodniczący i Julian Romanczuk jako zastępca. Prezesem Rady został Stepan Kaczała, skarbnikiem Wasyl Nahirnyj, a sekretarzem Kost Łewyćkyj.
Rada poza uchwaleniem programu narodowego i wyborem Wydziału nie przejawiała aktywności, natomiast sam Wydział prowadził ożywioną działalność polityczną, koordynując działania polityków ukraińskich.
Organami towarzystwa były gazety „Batkiwszczyna” i „Diło”. Na bazie Rady w 1899 powstała Ukraińska Partia Narodowo-Demokratyczna.

## Literatura
- Dariusz Maciak - "Próba porozumienia polsko-ukraińskiego w Galicji w latach 1888-1895", Warszawa 2006, ISBN 978-83-235-0276-0